# Émile Coryn
 (octobre 2016).
Émile Coryn ou Emilius Coryn, dit Mimile le clown, est un clown né le 9 juin 1914 à Gand en Belgique et mort en 1989.

## Biographie
Né dans une famille de six enfants, dont le père, Isodore Coryn, est maçon et la mère, Sidonie, femme au foyer. Émile Coryn est découvert très jeune par le clown Babusio, qui l'initia dès 1929 à la comédie clownesque. Il se produit dans de nombreux cirques, dont les cirques Hagenbeck, Gleich, Amar, Bouglione, le Cirque d'Hiver de Paris, le cirque Jean Richard, et dans des tournées internationales en Europe et en Afrique. Il se produit avec les clowns Maïss, Nino, Pipo et Dario. Avec ces deux derniers, il participe régulièrement à la populaire émission de la télévision française, La piste aux étoiles.
Il joue dans deux films de Pierre Etaix, Tant qu'on a la santé (1966) et Le Grand Amour (1969) et dans un épisode de la série télévisée Commissaire Maigret (« Maigret à l'école »).
Marié avec Eva, ils ont deux filles : Nicole Coryn et Josiane Coryn. Remarié avec Maud en 1957, il a de ce second mariage deux fils : Patrick, musicien puis cascadeur, né en 1950, et William, né en 1957, acteur et auteur.